# Dimborg
Dimborg var en svensk adelsätt som skapades och utdog med den 1719 adlade professorn och lagmannen Sven Dimberg, vilken avled 1731 och själv slöt sin ätt.
Sven Dimborg hette före adlandet Sven Dimberg, född 1661 i Dimbo i Västergötland, död 12 juni 1731 i Stockholm, var en svensk akademiker och jurist.
Sven Dimberg var sonson till kyrkoherden i Dimbo pastorat i Skara stift Sven Svenonis (död 1633) och Margareta Arvidsdotter. Han var son till kyrkoherden i Sunnersbergs pastorat i Skara stift Andreas Svenonis Dimbodius (1627–1675) och Christina Gyltbackia.
Sven Dimberg gifte sig 1691 med Maria Christina Jonasdotter Merling (1672–1742). Paret hade inga barn.